# Arroyo de Tejera
El arroyo de Tejera es un curso de agua uruguayo que atraviesa el departamento de Durazno perteneciente a la cuenca hidrográfica del Río de la Plata.
Nace en la Cuchilla Grande del Durazno y desemboca en el río Yí tras recorrer alrededor de 38 km.